# Joseph Martin Reichard

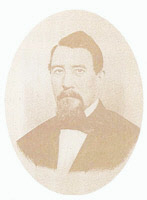
Joseph Martin Reichard (1869)

Bekanntmachung der provisorischen Regierung der Pfalz über die Trennung der Pfalz von Bayern, 1849

Joseph Martin Reichard (* 23. September 1803 in Untergrehweiler; † 14. Mai 1872 in Philadelphia) war ein deutscher Politiker und Revolutionär.

## Leben
Reichard war ein Sohn des Notars und Bürgermeisters von Speyer Johann Franz Reichard (1765–1838) und seiner Frau Maria Jacobina Seuffert. Er besuchte das Gymnasium in Speyer und studierte ab Wintersemester 1821/22 Rechtswissenschaften in Heidelberg, Würzburg, Erlangen, Dijon und Paris. In Heidelberg gehörte er ab 1821 dem Corps Rhenania an, in Erlangen wurde er 1823 Mitglied der Burschenschaft Arminia Erlangen. 1826 trat er als Anwalt in die Kanzlei des Frankenthaler Anwalts Georg Jakob Stockinger ein, bei dem er in Berührung mit liberalen Ideen kam. 1831 wurde er Notar in Kusel, 1837 in Speyer (bis 1849). In Speyer gehörte er auch dem Stadtrat an. 
Reichard engagierte sich früh für die demokratische Bewegung. Am 30. April 1848 wurde er für den Wahlkreis Kirchheimbolanden in die Frankfurter Nationalversammlung gewählt, wo er dem „Club Donnersberg“ auf der äußersten Linken angehörte. 1849 war Reichard einer der maßgeblichen Betreiber des pfälzischen Aufstandes (Reichsverfassungskampagne) und wurde im Mai 1849 in den „Landesausschuß zur Verteidigung und Durchführung der Reichsverfassung“ und am 17. Mai 1849 zum Präsidenten und Kriegsminister der Provisorischen Regierung der Pfalz gewählt. Nach der Niederschlagung des Aufstandes floh er in die Schweiz und weiter in die Vereinigten Staaten. Das pfälzische Appellationsgericht in Zweibrücken verurteilte ihn 1851 im Zuge der Anklag-Akte in Abwesenheit wegen Hoch- und Staatsverrats zum Tode.
In Philadelphia ließ Reichard sich als Hotelbesitzer nieder, arbeitete dann wieder als Notar und erlangte die amerikanische Staatsbürgerschaft. 1850 war er Mitherausgeber der Tageszeitung "Der Volksvertreter". Zuletzt lebte er als Farmer in Wilkes-Barre (Pennsylvania). Reichard war in vielfältiger Weise sozial und karitativ engagiert. Er war Mitglied des Komitees zur Gründung eines deutschen Hospitals in Philadelphia, Mitglied des Verwaltungsrates der Deutschen Gesellschaft in Philadelphia und Mitglied des Deutschen Vereins zur Unterstützung notleidender Emigranten.